# Štika
Štika (Esox) je rod sladkovodních ryb z čeledi štikovití. Ryby tohoto rodu se vyznačují protáhlým torpédovitým tvarem těla a hřbetní ploutví posunutou téměř až k ocasní ploutvi. Všechny známé druhy jsou dravé.
Obývá vody Severní Ameriky a Eurasie. Preferuje klidnější vody, kde si udržuje teritorium a číhá na kořist, proti které podniká rychlé a prudké výpady.

## Druhy
- štika obecná (Esox lucius)
- štika americká (Esox americanus)[1]
- štika muskalunga (Esox masquinongy)[2]
- štika černá (Esox niger)
- štika amurská (Esox reichertii)[1]